# Damian van Bruggen
Damian van Bruggen (Utrecht, 28 marzo 1996) è un calciatore olandese, difensore del Vejle.

## Carriera

### Club
Cresciuto nei settori giovanili di Ajax e PSV, dopo aver giocato tre stagioni di fila in Eerste Divisie l'11 agosto 2017 viene ceduto in prestito al VVV-Venlo, neo-promosso in Eredivisie. Nel gennaio del 2020 firma un contratto di un anno e mezzo con l'Inter Zaprešić.

### Nazionale
Ha giocato numerose partite con le varie nazionali giovanili olandesi.

## Statistiche

### Presenze e reti nei club
Statistiche aggiornate al 3 settembre 2024.
| Stagione             | Squadra              | Campionato           | Campionato | Campionato | Coppe nazionali | Coppe nazionali | Coppe nazionali | Coppe continentali | Coppe continentali | Coppe continentali | Altre coppe | Altre coppe | Altre coppe | Totale | Totale |
| Stagione             | Squadra              | Comp                 | Pres       | Reti       | Comp            | Pres            | Reti            | Comp               | Pres               | Reti               | Comp        | Pres        | Reti        | Pres   | Reti   |
| -------------------- | -------------------- | -------------------- | ---------- | ---------- | --------------- | --------------- | --------------- | ------------------ | ------------------ | ------------------ | ----------- | ----------- | ----------- | ------ | ------ |
| 2014-2015            | Jong Ajax            | EED                  | 31         | 2          | -               | -               | -               | -                  | -                  | -                  | -           | -           | -           | 31     | 2      |
| 2015-2016            | Jong Ajax            | EED                  | 29         | 0          | -               | -               | -               | -                  | -                  | -                  | -           | -           | -           | 29     | 0      |
| Totale Jong Ajax     | Totale Jong Ajax     | Totale Jong Ajax     | 60         | 2          |                 | -               | -               |                    | -                  | -                  |             | -           | -           | 60     | 2      |
| 2016-2017            | Jong PSV             | EED                  | 36         | 0          | -               | -               | -               | -                  | -                  | -                  | -           | -           | -           | 36     | 0      |
| 2017-2018            | VVV-Venlo            | ED                   | 26         | 2          | CO              | 3               | 1               | -                  | -                  | -                  | -           | -           | -           | 29     | 3      |
| 2018-2019            | VVV-Venlo            | ED                   | 18         | 0          | CO              | 2               | 0               | -                  | -                  | -                  | -           | -           | -           | 20     | 0      |
| 2019-gen. 2020       | VVV-Venlo            | ED                   | 4          | 0          | CO              | 0               | 0               | -                  | -                  | -                  | -           | -           | -           | 4      | 0      |
| Totale Jong Ajax     | Totale Jong Ajax     | Totale Jong Ajax     | 48         | 2          |                 | 5               | 1               |                    | -                  | -                  |             | -           | -           | 53     | 3      |
| gen.-giu. 2020       | Inter Zaprešić       | 1.HNL                | 16         | 0          | CC              | -               | -               | -                  | -                  | -                  | -           | -           | -           | 16     | 0      |
| 2020-2021            | Slaven Belupo        | 1.HNL                | 28         | 1          | CC              | 3               | 0               | -                  | -                  | -                  | -           | -           | -           | 31     | 1      |
| 2021-feb. 2022       | Slaven Belupo        | 1.HNL                | 21         | 0          | CC              | 3               | 0               | -                  | -                  | -                  | -           | -           | -           | 24     | 0      |
| Totale Slaven Belupo | Totale Slaven Belupo | Totale Slaven Belupo | 49         | 1          |                 | 6               | 0               |                    | -                  | -                  |             | -           | -           | 55     | 1      |
| feb.-giu. 2022       | Olimpia Lubiana      | 1.SNL                | 16         | 0          | CS              | -               | -               | -                  | -                  | -                  | -           | -           | -           | 16     | 0      |
| 2022-2023            | Almere City          | EED                  | 37+6       | 1+0        | CO              | 2               | 0               | -                  | -                  | -                  | -           | -           | -           | 45     | 1      |
| 2023-2024            | Almere City          | ED                   | 31         | 0          | CO              | 1               | 0               | -                  | -                  | -                  | -           | -           | -           | 32     | 0      |
| Totale Almere City   | Totale Almere City   | Totale Almere City   | 68+6       | 1+0        |                 | 3               | 0               |                    | -                  | -                  |             | -           | -           | 77     | 1      |
| 2024-2025            | Vejle                | SL                   | 5          | 0          | CO              | 1               | 0               | -                  | -                  | -                  | -           | -           | -           | 6      | 0      |
| Totale carriera      | Totale carriera      | Totale carriera      | 304        | 6          |                 | 15              | 1               |                    | -                  | -                  |             | -           | -           | 319    | 7      |